# Костинци
Костинци (мкд. Костинци) су насеље у Северној Македонији, у средишњем делу државе. Костинци припадају општини Дољнени.

## Географија
Насеље Костинци је смештено у средишњем делу Северне Македоније. Од најближег већег града, Прилепа, насеље је удаљено 28 km северозападно.
Рељеф: Костинци се налазе у крајње северном делу Пелагоније, највеће висоравни Северне Македоније. Насељски атар је махом равничарски, без већих водотока. Западно од насеља издиже се планина Даутица, док се ка истоку издиже планина Бабуна. Надморска висина насеља је приближно 630 метара.
Клима у насељу је континентална.

## Становништво
По попису становништва из 2002. године, Костинци су имали 101 становника.
Претежно становништво у етнички Македонци (100%).
Већинска вероисповест у насељу је православље.